# Arteria appendicularis
Arteria appendicularis, A. appendicularis, är en artär som förser det maskformiga bihanget, Appendix vermisformis, med syrerikt blod. Den förgrenar sig från arteria ileocolica, som i sin tur är en förgrening av arteria mesenterica superior.